# Joseph Beerli
Pour les articles homonymes, voir Beerli.
Joseph Beerli est un bobeur suisse, né le 22 décembre 1901 et mort le 4 septembre 1967. Il est double médaillé olympique.

## Carrière
Joseph Beerli participe aux Jeux olympiques d'hiver de 1936 à Garmisch-Partenkirchen en Allemagne. Il remporte deux médailles : l'or en bob à quatre avec Charles Bouvier, Noldi Gartmann et Pierre Musy, et l'argent en bob à deux avec Fritz Feierabend. Beerli gagne également trois médailles aux Championnats du monde : l'argent en bob à quatre en 1935, le bronze en bob à deux en 1938 et l'or en bob à quatre en 1939.

## Palmarès

### Jeux Olympiques
- : médaillé d'or en bob à 4 aux JO 1936.
- : médaillé d'argent en bob à 2 aux JO 1936.

### Championnats monde
- : médaillé d'or en bob à 4 aux championnats monde de 1939.
- : médaillé d'argent en bob à 4 aux championnats monde de 1935.
- : médaillé de bronze en bob à 2 aux championnats monde de 1938.